# Вастсе-Куусте (волость)
Ва́стсе-Ку́усте (эст. Vastse-Kuuste vald) — бывшая волость в Эстонии в составе уезда Пылвамаа.

## Положение
Площадь волости — 123 км², численность населения на 1 января 2006 года составляла 1264 человека.
Административный центр волости — посёлок Вастсе-Куусте. Помимо этого, на территории волости находилось ещё 10 деревень.

## Известные уроженцы
- Илме Риив (эст. Ilme Riiv), эстонский учёный-химик.
- Отто Фридрих фон Рихтер (1791—1816) — путешественник